# Accordi del Cairo
Gli accordi del Cairo furono accordi segreti firmati il 3 novembre 1969 dalla delegazione libanese e da quella dell'Organizzazione per la Liberazione della Palestina (OLP), riunita al Cairo per tentare di metter fine alla crisi che opponeva i movimenti palestinesi alle autorità libanesi.
Scaturito dai negoziati realizzati dal presidente del comitato esecutivo dell'OLP, Yasser Arafat, e dal generale Emile Bustani, comandante in capo delle forze armate libanesi, il testo fotografava un compromesso in cui si riaffermava la sovranità del Libano, ma si legalizzava la presenza armata e l'azione paramilitare dei guerriglieri palestinesi contro Israele, a partire dal territorio ospite libanese.
Tale accordo non risolse i problemi libano-palestinesi e anzi fu una delle concause della successiva guerra civile libanese, che esplose nel 1975.
Nel giugno del 1987, il presidente della Repubblica Libanese, Amin Gemayel, firmò una legge che annullava gli accordi del Cairo con l'OLP già approvata dall'Assemblea nazionale il 21 maggio 1987, e in seguito siglata dal primo ministro Selim al-Hoss.